# فوکه-وولف اف‌و ۱۸۹
فوکه-وولف اف‌و ۱۸۹ اوهو (شاه‌بوف) (به آلمانی: Focke-Wulf Fw 189 Uhu) یک هواگرد تک‌باله دو موتوره سه‌سرنشین با دم‌سازه دو تایی از نوع شناسایی تاکتیکی برد کوتاه و ارتباطی ساخت شرکت فوکه-وولف در آلمان بود سال ۱۹۳۷ بنابر درخواست وزارت هوانوردی رایش طراحی شد. این هواگرد نخستین پروازش را در سال ۱۹۳۸ انجام داد و در جریان جنگ جهانی دوم تا سال ۱۹۴۴ برای خدمت لوفت‌وافه تولید شد.

## طراحی و توسعه
ماه فوریه سال ۱۹۳۷ وزارت هوانوردی رایش درخواستی برای یک هواگرد شناسایی با میدان دید همه‌جانبه جهت جایگزینی هنشل هااس ۱۲۶ صادر کرد. توانی در حدود ۸۵۰ تا ۹۰۰ اسب بخار برای این هواگرد مشخص گردید. این مشخصات برای دو شرکت آرادو و فوکه-وولف ارسال شد.
آرادو هواگرد تک‌موتوره تک‌باله آر ۱۹۸ با پیکربدنی سنتی را ارائه کرد. اف‌و ۱۸۹ محصول گروه طراحی فوکه-وولف به رهبری کورت تانک، یک هواگرد دو موتوره با پیکربندی نامرسوم دم‌سازه دو تایی بود. اتاقک تماماً لعاب‌دار سرنشینان در مرکز هواگرد و همانند بمب‌افکن‌های متوسط آلمانی تولید شده پس از سال ۱۹۳۸، دارای شیشه جلوی یک‌پارچه بود. این شیشه دیدِ گسترده و همه‌جانبه‌ای به خدمه می‌بخشید. در این حال، شرکت هواگرد سازی هامبورگر با طراحی رادیکال‌تری وارد رقابت شد. هواگرد این شرکت ب‌فاو ۱۴۱ با پیکربندی نامتقارن منحصربه‌فرد بود. در این هواگرد اتاقک لعاب‌دار سرنشینان در جانب راست یک بدنه بدون سرنشین با موتور و دم‌سازه در خط مرکز، قرار داشت.
مقامات محافظه‌کار وزارت هوانوردی به طرح سنتی آرادو علاقه بیشتری داشتند و دو طرح غیر متعارف دیگر را کم‌تر از آن می‌دیدند. با این حال قابلیت‌های اف‌و ۱۸۹ به مرور نظرها را جلب کرد. طبق ادعای طراحان پیکربندی هواگرد اجازه استفاده از انواع اتاقک‌ها را می‌داد که امکان به‌کارگیری آن در نقش‌های مختلف پشتیبانی هوایی نزدیک، آموزشی، تهاجمی، ضدتانک، همکاری زمینی و شناسایی را فراهم می‌آورد.
سفارش سه پیش‌نمونه برای هر یک از طراحی‌های آرادو و فوکه-وولف در آوریل سال ۱۹۳۷ ارسال شد. پیش‌نمونه نخست فوکه-وولف (فاو-۱) نخستین بار ماه ژوئیه سال ۱۹۳۸ به پرواز درآمد. پیش‌نمونه دوم (فاو-۲) به عنوان نخستین پیش‌نمونه با تسلیحات تهاجمی مجهز به دو مسلسل ۷٫۹۲ میلی‌متر ام‌گه ۱۷ در ابتدای بال‌ها، یک مسلسل ام‌گه ۱۷ در جلوی اتاقک و دو مسلسل دیگر ام‌گه ۱۷ در جایگاه تدافعی بود. پیش‌نمونه سوم (فاو-۳) به صورت غیر مسلح دارای ملخ خودکار با گام‌متغیر و موتور نهایی آرگوس آاس ۴۱۰ بود. در هواگرد دوم و سوم اصلاحات مختلف دیگری، مخصوصاً در اتاقک خدمه، صورت گرفت. پیش‌نمونه سوم برای ماموریت‌های شناسایی و ارتباطی بود. موفقیت این سه پیش‌نمونه به صدور درخواستی برای چهار پیش‌نمونه دیگر انجامید. پیش‌نمونه چهارم (فاو-۴) با تغییراتی در موتور و ارابه فرود و حذف مسلسل جلوی اتاقک همراه بود. از این پیش‌نمونه برای آزمایش ایجاد دیواره دود استفاده شد. پیش‌نمونه پنجم (فاو-۵) به عنوان هواگرد آموزشی، پیش‌نمونه ششم (فاو-۶) به عنوان هواگرد زره‌پوش تهاجمی و پیش‌نمونه هفتم (فاو-۷) به عنوان هواگرد آب‌نشین طراحی شدند.
در نهایت هنشل هااس ۱۲۹ در نقش هواگرد ویژه تهاجمی پذیرفته شد تا اف‌و ۱۸۹ سال ۱۹۳۹ جهت خدمت در لوفت‌وافه به عنوان هواگرد شناسایی وارد خط تولید شود. مدل اف‌و ۱۸۹آ-۱ دو مسلسل ثابت ام‌گه ۱۷ در بال‌ها و دو مسلسل تدافعی متحرک ام‌گه ۱۵ داشت. چهار بمب ۷۵ کیلوگرمی و یک دوربین هوایی نیز روی آن نصب شد.
اف‌و ۱۸۹ در طراحی تسلیحات تدافعی خود از یک شکل نوآورانه برای سلاح پشتی هواگرد با طراحی شرکت ایکاریا استفاده کرد. این برجک مخروطی چرخنده به صورت دستی با جای‌گیری در پشت هواگرد ساختار فلزی و گنجایش یک یا دو مسلسل تدافعی در بخش دایره‌ای پشتی خود را داشت. مسلسل دیگری نیز در سقف هواگرد تعبیه شد. یک مخزن سوخت ۱۱۰ لیتری درون هر یک از این دم‌سازه‌ها و پشت هر یک از چرخ‌ها قرار داشت.

## مدل‌ها
- اف‌و ۱۸۹آ-۰: ده هواگرد پیش‌تولید برای آزمایش
- اف‌و ۱۸۹آ-۱: نسخه تولید اولیه، مسلح به دو مسلسل متحرک تدافعی ام‌گه ۱۵ با کالیبر ۷٫۹۲ میلی‌متر در پشت هواگرد، دو مسلسل ثابت ام‌گه ۱۷ با کالیبر ۷٫۹۲ میلی‌متر در بخش ابتدایی بال‌ها و چهار بمب ۵۰ کیلوگرمی در زیر بال‌ها. با قابلیت حمل یک دوربین هوایی آر بی ۲۰/۳۰ یا یک دوربین هوایی آر بی ۵۰/۳۰
- اف‌و ۱۸۹آ-۱ تروپ: نسخه گرمسیری اف‌و ۱۸۹آ-۱ برای علمیات در شمال آفریقا و حوزه مدیترانه،[۴] مجهز به فیلترهای ورودی هوا و تجهیزات بقا

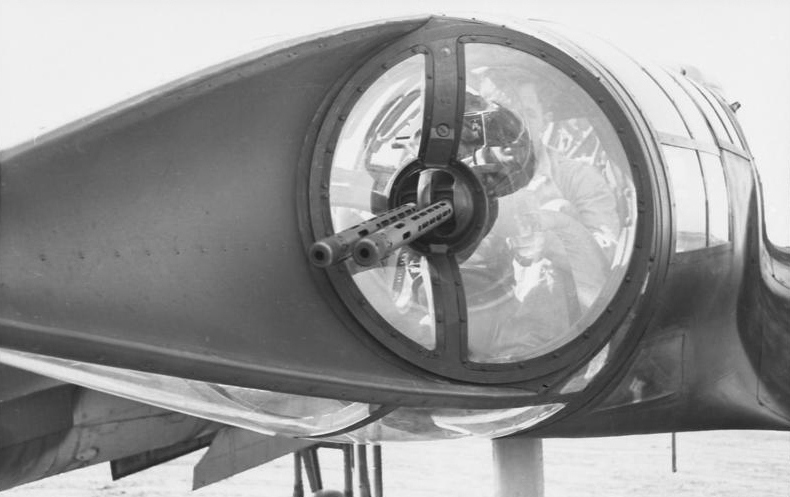
نمای نزدیک از یک مسلسل دوقلوی قابل چرخش

- اف‌و ۱۸۹آ: نسخه اصلی، هواگرد شناسایی، عمدتاً در دو مدل آ-۱ و آ-۲، مجهز به دو موتور آرگوس آاس ۴۱۰ با توان ۴۶۰ اسب بخار
  - اف‌و ۱۸۹آ-۱/او۲: نسخه حمل‌ونقل ویژه بر پایه اف‌و ۱۸۹آ-۱
  - اف‌و ۱۸۹آ-۱/او۳: نسخه حمل‌ونقل ویژه بر پایه اف‌و ۱۸۹آ-۱
  - اف‌و ۱۸۹آ-۲: جایگزینی مسلسل‌های متحرک ام‌گه ۱۵ با یک مسلسل‌های متحرک دو لول ام‌گه ۸۱ست با کالیبر ۷٫۹۲ میلی‌متر
  - اف‌و ۱۸۹آ-۳: نسخه مناطق گرمسیری اف‌و ۱۸۹آ-۲، مجهز به فیلترهای ورودی هوا و تجهیزات بقا
  - اف‌و ۱۸۹آ-۴: نسخه شناسایی در ارتفاع پایین[۳] و هواگرد تهاجمی سبک، مسلح به دو توپ خودکار ام‌گه ۱۵۱/۲۰ با کالیبر ۲۰ میلی‌متر در ابتدای هر بال، مجهز به زره محافظ برای قسمت زیرین بدنه، موتورها و مخازن سوخت
- اف‌و ۱۸۹ب: هواگرد آموزشی پنج‌سرنشین - ۱۳ فروند
  - اف‌و ۱۸۹ بی-۰: هواگرد پیش‌تولید مجهز به تجهیزات بی‌سیم - ۳ فروند[۳]
  - اف‌و ۱۸۹ بی-۱: هواگرد آموزشی پنج‌سرنشین - ۱۰ فروند
- اف‌و ۱۸۹ سی: هواگرد تهاجمی زره پوش از نوع پشتیبانی هوایی نزدیک با دو سرنشین و زره تقویت‌شده زیرین و مسلح به دو توپ خودکار ثابت ام‌گه اف‌اف با کالیبر ۲۰ میلی‌متر و چهار مسلسل ثابت ام‌گه ۱۷ با کالیبر ۷٫۹۲ میلی‌متر و یک مسلسل تدافعی دو لوله متحرک ام‌گه ۸۱زد با کالیبر ۷٫۹۲ میلی‌متر با موتور آرگوس آاس ۴۱۰آ-۱[۳] - دو پیش‌نمونه
- اف‌و ۱۸۹ دی: طرح پیشنهادی هواگرد آموزشی آب‌نشین - بدون تولید
- اف‌و ۱۸۹ ایی: مجهز به موتورهای شعاعی ژنوم-رون ۱۴ام ساخت فرانسه[۶] با توان ۷۰۰ اسب بخار
- اف‌و ۱۸۹ اف-۱: بر پایه اف‌و ۱۸۹آ-۱، مجهز به دو موتور آرگوس اِی‌اس ۴۱۱ با توان ۵۹۰ اسب بخار
- اف‌و ۱۸۹ اف-۲: مجهز به ارابه فرود الکتریکی، ظرفیت سوخت و زره بیشتر، با دو موتور آرگوس آاس ۴۱۱ با توان ۵۹۰ اسب بخار
- اف‌و ۱۸۹گه: طرح پیشنهادی با دو موتور آرگوس آاس ۴۰۲ با توان ۹۵۰ اسب بخار - بدون تولید[۳]

## تولید
بهار سال ۱۹۴۰ فوکه-وولف سفارش تولید ۱۰ فروند مدل اف‌و ۱۸۹آ-۰ و ۲۰ فروند مدل اف‌و ۱۸۹آ-۱ را به عنوان پیش‌تولید دریافت کرد. اف‌و ۱۸۹ به صورت عمده در کارخانه فوکه-وولف در برمن و در کارخانه‌هایی در فرانسه و چکسلواکی تحت سلطه آلمان تولید شد. در مجموع ۸۶۴ فروند از انواع مختلف این هواگرد تا ماه اوت سال ۱۹۴۴ تولید گردید. البته تولید اف‌و ۱۸۹ در برمن و چکسلواکی سال ۱۹۴۳ متوقف شد و تنها در فرانسه تا سال ۱۹۴۴ ادامه پیدا کرد.

## تاریخچه عملیاتی
اف‌و ۱۸۹آ-۱ اواخر سال ۱۹۴۰ وارد خدمت در اسکادران‌های لوفت‌وافه شد. اف‌و ۱۸۹ دومین هواگرد با ساختار دو دم در لوفت‌وافه به حساب می‌آمد. با موفقیت به شکل گسترده در جبهه شرقی جنگ جهانی دوم مورد استفاده قرار گرفت. خنک‌شدن موتور این هواگرد با هوا در مناطق سردسیر شرقی کمک قابل ملاحظه به آن‌ها کرد. با توجه به فعالیت در مناطق سردسیر پیش‌بینی‌های لازم برای گرم کردن اتاقک نیز به شکل مناسبی صورت گرفته بود. اف‌و ۱۸۹ که عموماً نقش هواگرد شناسایی را بر عهده داشت، با پرواز بر فراز مناطق وسیع مسطح اوکراین و بلاروس اطلاعات دقیقی از موقعیت نیروی‌های دشمن برای توپخانه خودی فراهم می‌کرد. بدین شکل به این هواگرد لقب «چشم پرنده ورماخت»، به عنوان موفق‌ترین هواگرد شناسایی کوتاه برد آلمان در طول جنگ جهانی دوم، داده شد. یکی از موثرترین عوامل موفقیت اف‌و ۱۸۹ برتری هوایی نیروهای آلمانی در اوایل جنگ به کمک سایر هواگردها بود.
این هواگرد توسط نیروهای شوروی «راما» («قالب» به زبان روسی) لقب گرفت که اشاره‌ای به شکل متمایز بخش دم و تثبیت‌کننده‌های آن داشت که شکل ظاهری آن را چهارگوش می‌کرد. با وجود سرعت کم و ظاهر شکننده، قابلیت هدایت‌پذیری بالای اف‌و ۱۸۹ آن را به هدفی دشوار برای جنگنده‌های شوروی تبدیل می‌کرد. در هنگام هدف قرار گرفتن، با توجه به وزن سبک هواگرد اغلب با پرواز به شکل دایره‌ای با شعاع کم جنگنده‌های دشمن را که نمی‌توانستند با آن سرعت دور بزنند، جا می‌گذاشت. به هر حال در صورت اصابت تیرهای دشمن، با داشتن زرهی سبک، بدنه اف‌و ۱۸۹ تاب‌آوری کمی در مقابل آن‌ها نشان می‌داد. با این حال، در برخی موارد با وجود آسیب شدید به قطعات مختلف بدنه از جمله بخش دم، هواگرد می‌توانست به پایگاه بازگردد یا حتی با یک موتور به پرواز ادامه دهد.
لوفت‌وافه از اواخر سال ۱۹۴۴ با از دست دادن برتری هوایی مجبور شد هواگردهای اف‌و ۱۸۹ را به عملیات‌های شبانه شناسایی بگمارد یا از آن‌ها به عنوان هواگرد آموزشی استفاده کند. حتی گاهی از آن‌ها برای حمل زخمی‌ها نیز استفاده شد. این هواگردها معمولاً فاقد مسلسل پشتی مدل اصلی بودند. تعداد کمی از هواگردهای اف‌و ۱۸۹ در نقش جنگنده شبانه نیز در هفته‌های پایانی جنگ جهانی دوم استفاده شدند. در قالب این وظیفه تجهیزات شناسایی این هواگردها حذف و با رادار و توپ خودکار جایگزین شد. کمبود شدید سوخت و برتری هوایی دشمن در منطقه عملیاتی این هواگردها (عمدتاً برلین) در ماه‌های آخر جنگ بدین معنی بود که تنها تعداد اندکی پیروزی هوایی نصیب آن‌ها شد.
چند فروند از این هواگردها با افزوده شدن تجهیزات لازم از جمله فیلتر شن در عملیات‌های نیروهای آلمانی در شمال آفریقا مشارکت کردند. تعدادی نیز به عنوان هواگرد حمل‌ونقل ویژه برای برخی مقامات از جمله فیلدمارشال آلبرت کسرلینگ و ارتشبد هانس یشونک، دو تن از فرماندهان ارشد نظامی، به کار رفتند.

### کاربرد خارجی
تعدادی از این هواگردها به کشورهای متحد آلمان از جمله فنلاند، بلغارستان، اسلواکی (۳۴ فروند)، مجارستان و رومانی صادر شدند. نیروی هوایی نروژ نیز پس از پایان جنگ از هواگردهای اف‌و ۱۸۹ آلمانی باقیمانده پس از عقب‌نشینی این کشور از نروژ استفاده کرد.
بیست هواگرد اف‌و ۱۸۹ که فوریه سال ۱۹۳۹ در اختیار نیروی هوایی فنلاند قرار گرفتند، تغییراتی به خود دیدند. این تغییرات شامل مخزن سوخت خود مسدودگر بود که در صورت اصابت تیر دشمن منفجر نشود. همچنین اتاقک به گونه‌ای اصلاح شد که ناوبر و خلبان در کنار یکدیگر می‌نشستند. برای کاهش وزن جایگاه تیربارچی دم کاملاً حذف و به جای آن چند بمب دیگر اضافه شد. با افزایش تنش بین فنلاند و شوروی قراردادی برای خرید چند فروند دیگر از این هواگردها امضا شد که با انعقاد پیمان مولوتوف-ریبنتروپ بین آلمان و شوروی، از طرف آلمان لغو شد.

## کاربران
- لوفت‌وافه
- نیروی هوایی بلغارستان
- نیروی هوایی مجارستان
- نیروی هوایی نروژ (پس از جنگ)
- نیروی هوایی رومانی
- نیروی هوایی اسلواکی

## مشخصات فنی
اف‌و ۱۸۹آ-۱:
مشخصات عمومی
- خدمه: ۳ نفر (خلبان و دو تیربارچی)
- طول: ۱۱٫۹ متر
- طول بال: ۱۸٫۴ متر
- ارتفاع: ۳٫۱ متر
- مساحت بال: ۳۸ متر مربع
- وزن خالی: ۲۶۹۰ کیلوگرم
- وزن بارگزاری‌شده: ۳۹۵۰ کیلوگرم
- نیرومحرکه: ۲ × موتور پیستونی ۱۲ سیلندر آرگوس آاس ۴۱۰آ-۱ خنک‌شونده با هوا: هر یک ۴۶۰ اسب بخار (۳۴۰ کیلووات)
- ملخ: دو تیغه با گام‌متغیر

عملکرد
- حداکثر سرعت: ۳۴۴ کیلومتر بر ساعت در ۲۵۰۰ متری
- پایاسیر: ۳۱۷ کیلومتر بر ساعت
- سرعت فرود: ۱۲۰ کیلومتر بر ساعت
- برد: ۹۴۰ کیلومتر
- سقف پرواز: ۷۰۰۰ متر
- سرعت اوج‌گیری: ۵٫۱۷ متر بر ثانیه، ۴۸۵ متر بر دقیقه،[۷] ۴۰۰۰ متر در ۸ دقیقه و ۱۸ ثانیه

تسلیحات
- ۲ × مسلسل ثابت ۷٫۹۲ میلی‌متر ام‌گه ۱۷ در ابتدای بال‌ها
- ۱ × مسلسل متحرک ۷٫۹۲ میلی‌متر ام‌گه ۱۵ در سقف شلیک‌کننده رو به عقب
- ۱ × مسلسل متحرک ۷٫۹۲ میلی‌متر ام‌گه ۱۵ در پشت
- ۴ × بمب ۵۰ کیلوگرمی